# BPHZ-Theorem
Das Bogoljubow-Parasjuk-Hepp-Zimmermann-Theorem, nach Nikolai Nikolajewitsch Bogoljubow, Ostap Parasjuk, Klaus Hepp und Wolfhart Zimmermann, kurz BPHZ-Theorem, ist ein Satz aus der Quantenfeldtheorie. Es wurde von Bogoljubow und Parasjuk 1957 aufgestellt und größtenteils bewiesen. Der Beweis wurde 1966 von Hepp vervollständigt. 1969 veröffentlichte Zimmermann eine vereinfachte Version des Beweises.
Die Hauptaussage des BPHZ-Theorems lautet: Alle Divergenzen einer Quantenfeldtheorie können durch Counterterme zu oberflächlich divergenten 1-Teilchen-irreduziblen Feynman-Diagrammen aufgehoben werden.
In der Praxis bedeutet dies, dass es genügt, 1-Teilchen-irreduzible Feynman-Diagramme zu renormieren und dass keine Counterterme für reduzible Feynman-Diagramme eingeführt werden müssen.